# Shell Rock
Shell Rock és una població dels Estats Units a l'estat d'Iowa. Segons el cens del 2000 tenia 1.298 habitants.

## Demografia
Segons el cens del 2000, Shell Rock tenia 1.298 habitants, 535 habitatges, i 367 famílies. La densitat de població era de 321,3 habitants/km².
Dels 535 habitatges en un 29,7% hi vivien nens de menys de 18 anys, en un 59,1% hi vivien parelles casades, en un 7,3% dones solteres, i en un 31,4% no eren unitats familiars. En el 28,8% dels habitatges hi vivien persones soles el 12,7% de les quals corresponia a persones de 65 anys o més que vivien soles. El nombre mitjà de persones vivint en cada habitatge era de 2,34 i el nombre mitjà de persones que vivien en cada família era de 2,87.
Per edats la població es repartia de la següent manera: un 22% tenia menys de 18 anys, un 8,2% entre 18 i 24, un 24,9% entre 25 i 44, un 26,3% de 45 a 60 i un 18,6% 65 anys o més.
L'edat mediana era de 42 anys. Per cada 100 dones de 18 o més anys hi havia 89,5 homes.
La renda mediana per habitatge era de 36.823 $ i la renda mediana per família de 44.265 $. Els homes tenien una renda mediana de 31.250 $ mentre que les dones 22.596 $. La renda per capita de la població era de 17.064 $. Entorn del 5,1% de les famílies i el 7,2% de la població estaven per davall del llindar de pobresa.

## Poblacions més properes
El següent diagrama mostra les poblacions més properes.